# Ругамас, Хосе Луис
Хосе Луис Ругамас Портильо (исп. José Luis Rugamas Portillo; род. 5 июня 1953 года в Сан-Сальвадоре, Сальвадор) — сальвадорский футболист. Играл на позиции полузащитника в различных центральноамериканских клубах. Являлся игроком национальной сборной Сальвадора, в составе которой играл на Чемпионате мира 1982 года.
Впоследствии стал футбольным тренером. Тренировал сальвадорский «Атлетико Марте» и молодёжную сборную страны. В национальной команде Сальвадора работал в качестве помощника главного тренера, в 2010—2011 годах временно её возглавлял.

## Клубная карьера
Ругамас большую часть своей карьеры провёл в сальвадорском клубе «Атлетико Марте», с которым он дважды становился чемпионом страны. В составе «Платенсе» из Сакатеколуки Ругамас выиграл чемпионат Сальвадора в 1974 году. С 1983 по 1984 год он выступал за сальвадорский «ФАС». После чего перебрался в гватемальский «Мунисипаль», а в 1986 году — в белизский «Сан-Педро Сидогс», где в 1988 году и закончил карьеру футболиста.

## Международная карьера
Ругамес дебютировал в составе сборной Сальвадора в 1973 году. За 16 лет он провёл 16 матчей в рамках отборочных турниров Чемпионата мира.
Ругамас попал в состав сборной Сальвадора на Чемпионате мира 1982 года. Из 3-х матчей команды на турнире Ругамас принимал участие в двух: в первой игре против сборной Венгрии он на 27-й минуте был заменён на нападающего Луиса Рамиреса при счёте 0:3 в пользу соперников. Игра в итоге закончилась с рекордным для финальных стадий Чемпионатов мира счётом 10:1, а вышедший вместо Ругамаса Рамирес забил единственный мяч центральноамериканцев. Следующую игру против бельгийцев Ругамас пропустил. А в последней игре против аргентинцев, действующих на тот момент чемпионов мира, он провёл на поле все 90 минут, а команда уступила с приемлемым счётом 0:2.
Последний матч в составе национальной сборной Ругамас провёл 17 сентября 1989 года, в котором сальвадорцы дома уступили (0:1) сборной США в рамках Чемпионата наций КОНКАКАФ 1989.